# Shadia Abu Ghazaleh
Shadia Abu Ghazaleh (em árabe: شادية أبو غزالة; 8 de janeiro de 1949 – 28 de novembro de 1968) foi uma militante palestina. Após concluir seus estudos, ingressou na Frente Popular para a Libertação da Palestina (FPLP) e foi uma das primeiras mulheres a participar dos fedayeen palestinos em oposição à ocupação israelense da Cisjordânia. Ela morreu em um acidente enquanto preparava uma bomba em sua casa, em Nablus. É considerada uma mártir na Palestina e uma terrorista em Israel.

## Biografia
Shadia Abu Ghazaleh nasceu em 8 de janeiro de 1949 na cidade palestina de Nablus, na Cisjordânia ocupada pela Jordânia. Ela estudou na Escola Fatimid para Meninas, em Nablus, e posteriormente na Escola Al-Aishiyah. Ainda na escola, no início dos anos 1960, ingressou no Movimento Nacionalista Árabe (MNA/ANM).
Após concluir o ensino médio, em 1966, mudou-se para o Cairo, na República Árabe Unida (atual Egito), onde estudou sociologia e psicologia na Universidade Ain Shams por um ano. Após a ocupação israelense da Cisjordânia em 1967, retornou à Palestina, apesar das tentativas de sua família de dissuadi-la. De volta a Nablus, concluiu sua educação na Universidade Nacional An-Najah.
Ela ingressou na recém-formada Frente Popular para a Libertação da Palestina (FPLP), fundada em 1967 por ex-membros do MNA. Rapidamente, destacou-se como uma das principais figuras da organização. Foi uma das primeiras mulheres a integrar os fedayeen palestinos na Cisjordânia ocupada. Organizou e liderou unidades femininas e participou de várias operações militares contra a ocupação. Ao participar diretamente de ações armadas, rompeu com os tradicionais papéis de gênero palestinos, que limitavam as mulheres ao papel de cuidadora.
Abu Ghazaleh morreu em 28 de novembro de 1968, enquanto preparava uma bomba em sua casa. Ela planejava usar a bomba para atacar um prédio na cidade israelense de Tel Aviv. Ela faleceu quando a bomba detonou acidentalmente.

## Legado
Como a primeira mulher palestina morta enquanto resistia à ocupação israelense, Shadia Abu Ghazaleh é amplamente considerada uma mártir pelo movimento nacionalista palestino. Fontes israelenses a descreveram como terrorista.
Abu Ghazaleh é frequentemente citada como exemplo da participação de mulheres na luta armada contra Israel, sendo mencionada ao lado de outras mulheres militantes palestinas, como Dalal Mughrabi e Leila Khaled. A própria Khaled adotou o nome de Abu Ghazaleh como seu nom de guerre. Um retrato de Abu Ghazaleh é mantido nos escritórios da organização socialista sul-africana Abahlali baseMjondolo, ao lado de retratos de outras figuras revolucionárias.
No início de 2014, uma nova escola secundária para meninas palestinas foi nomeada em homenagem a Abu Ghazaleh; as organizações israelenses Arutz Sheva e Palestinian Media Watch afirmaram que isso seria uma promoção do terrorismo pelas autoridades palestinas. Uma estudante palestina da escola considerou Abu Ghazaleh um "modelo de lutadora palestina admirável" e disse que "seguem seu caminho nesta escola". Em dezembro de 2023, a escola foi palco de um massacre supostamente realizado pelas Forças de Defesa de Israel (FDI) durante a invasão israelense da Faixa de Gaza.